# Маяк Танг-Пойнт
Маяк Танг-Пойнт (англ. Tongue Point Light), также известный как Маяк Бриджпорт-Брейкуотэр (англ. Bridgeport Breakwater Light) и Маяк Баг (англ. Bug Light) — маяк, расположенный в устье реки Пеквоннок на правом берегу в черте города Бриджпорт, округ Фэрфилд, штат Коннектикут, США. Построен в 1895 году. Автоматизирован в 1954 году.

## История
Бриджпорт — крупнейший город штата штат Коннектикут, он начал быстро расти после того, как в 1840-х годах через него была проведена железная дорога. Для защиты гавани Бриджпорта в 1891 году был построен волнорез (откуда второе название маяка, хотя сам маяк на волнорезе не расположен). Чтобы обеспечить безопасную навигацию мимо него, 15 февраля 1893 года Конгресс США выделил 2 000$ (сумма была увеличена 18 августа 1894 года на 2 500$) на строительство маяка. В 1894 году строительство было завершено, и в 1895 году маяк был введён в эксплуатацию. Он представлял собой железную коническую башню на бетонном фундаменте высотой 9,4 метра. На маяке была установлена линза Френеля и противотуманный сигнал. Маяк был автоматизирован Береговой охраной США в 1954 году. 
В 1990 году он был включен в Национальный реестр исторических мест.

## Фотографии

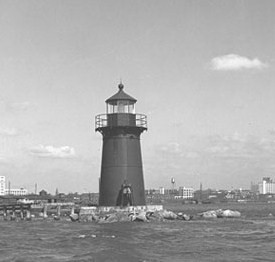
Фотография 1950 года